# Cyclophora aestiva
Cyclophora aestiva är en fjärilsart som beskrevs av Vorbrodt 1930. Cyclophora aestiva ingår i släktet Cyclophora och familjen mätare. Inga underarter finns listade i Catalogue of Life.